# Giovanni di Pistoia
Giovanni di Pistoia (... – 1370 circa) è stato principe vescovo di Trento dal 1348 al 1349 e vescovo di Spoleto da quell'anno alla morte.

## Biografia
Giovanni di Pistoia fu confermato vescovo di Trento il 28 ottobre 1348 da papa Clemente VI. In quel periodo nel territorio del principato vescovile si affrontavano Ludovico di Brandeburgo, conte del Tirolo, e truppe chiamate dalla città di Trento. Il vescovo raggiunse Riva attraverso il lago di Garda, ma non riuscì a proseguire oltre. I Visconti, su richiesta del papa, e Mastino II della Scala, in cambio delle promesse di Giovanni circa denaro o territori (fra cui la stessa Riva), inviarono alcuni aiuti, ma il vescovo non riuscì comunque ad arrivare in città. Nel 1349 quindi rinunciò. Al suo posto fu nominato Mainardo di Neuhaus.
Il 23 ottobre 1349 fu nominato vescovo di Spoleto. Morì nel 1370 circa. Il suo successore fu Bernard de' Bonneval.